# Montaut, Pyrénées-Atlantiques

Montaut este o comună în departamentul Pyrénées-Atlantiques din sud-vestul Franței. În 2009 avea o populație de 1.045 de locuitori.

## Evoluția populației
| An        | 1975  | 1982  | 1990 | 1999 | 2006  | 2009  |
| --------- | ----- | ----- | ---- | ---- | ----- | ----- |
| Populație | 1.038 | 1.032 | 986  | 967  | 1.011 | 1.045 |